# Peronedys
Peronedys is een monotypisch geslacht van straalvinnige vissen uit de familie van beschubde slijmvissen (Clinidae).

## Soort
- Peronedys anguillaris Steindachner, 1883